# Red (album)
Red (angleško Rdeč) je sedmi album skupine progresivnega rocka King Crimson, izdan leta 1974. Glasba združuje zvoke heavy metala iz prejšnjih dveh albumov, jazz rock iz albuma Lizard in melotron, ki je značilen za prve albume.

## Produkcija
David Cross je leta 1974 zapustil skupino, ki se je tako zmanjšala na trio: Robert Fripp, John Wetton in Bill Bruford. Skupaj z gostujočimi glasbeniki Crossom, McDonaldom in Melom Collinsom so album izdali jeseni istega leta, Fripp pa je že pred izidom albuma  24. septembra razpustil skupino.
Ker ni bilo turneje, album ni dosegel uspeha na britanskih lestvicah. V Ameriki je zasedel 66. mesto na Billboard Top 200.

## Pregled
Album je bil uvrščen na 72. mesto na Pitchforkovi lestvici stotih najboljših albumov sedemdesetih. Revija Q je album uvrstila na lestvico 50-ih najtrših albumov vseh časov .
»Providence« je edina skladba z albuma posneta na koncertu.

## Seznam pesmi
1. »Red« (Robert Fripp) – 6:16
2. »Fallen Angel« (Fripp, Richard Palmer-James, John Wetton) – 6:03
3. »One More Red Nightmare« (Fripp, Wetton) – 7:10
4. »Providence« (Bill Bruford, David Cross, Fripp, Wetton) – 8:10
posneto na Palace Theatre, Providence, ZDA, 30. junij 1974
5. »Starless« (Cross, Fripp, Palmer-James, Wetton) – 12:16

## Zasedba

### King Crimson
- Robert Fripp - kitara, melotron
- John Wetton - bas kitara, vokal
- Bill Bruford - bobni, tolkala

### Gostujoči glasbeniki
- David Cross - violina
- Mel Collins - saksofon (sopran)
- Ian McDonald - saksofon (alt)
- Robin Miller - oboa
- Mark Charig - kornet